# Hässlingby, Österhaninge

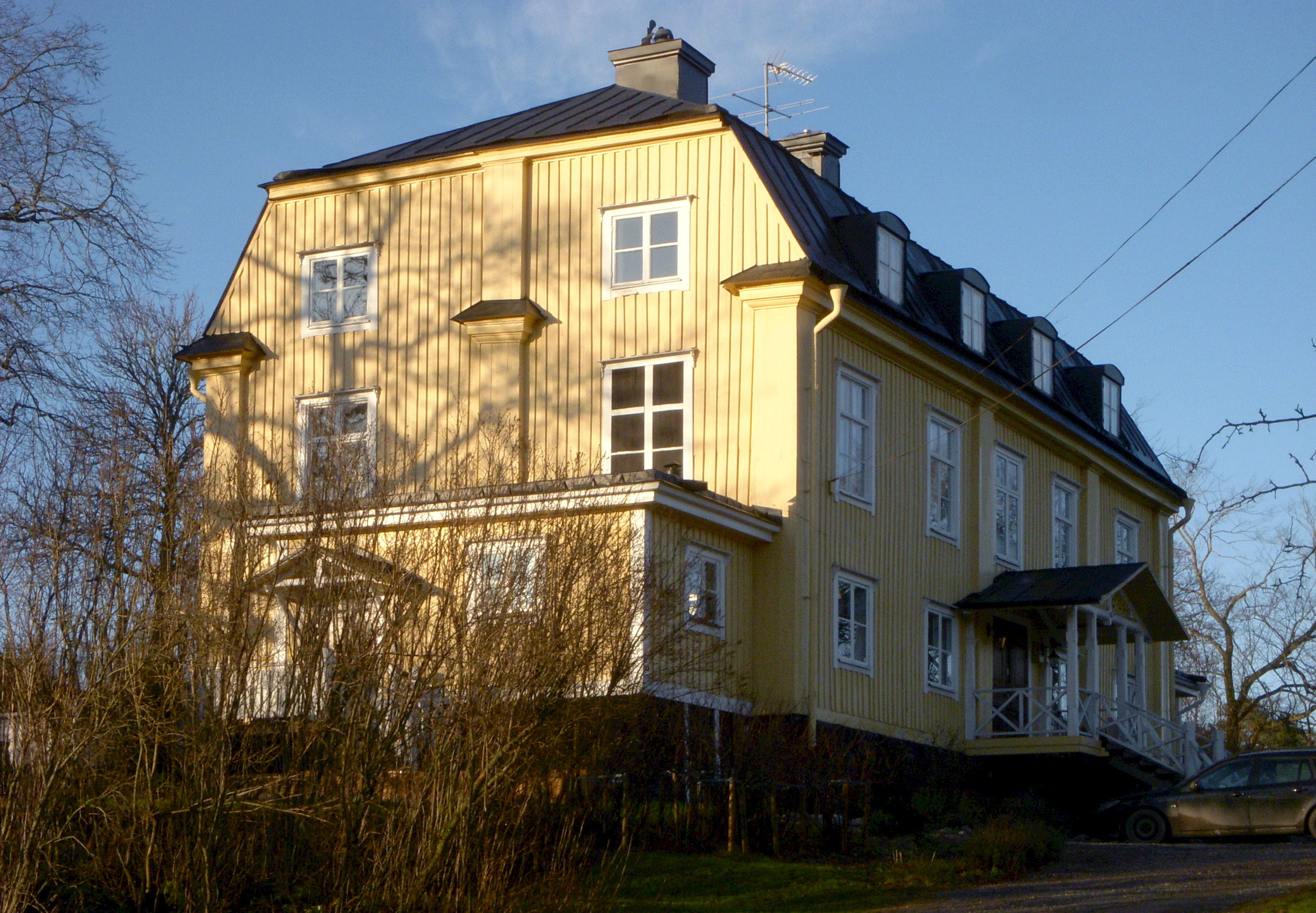
Hässlingbys huvudbyggnad i november 2017.

Hässlingby (äldre stavning Hesslingby eller Hesslingeby) är ett tidigare säteri och en herrgård i Österhaninge socken i Haninge kommun, Stockholms län. Gårdens bebyggelse ligger strax väster om Österhaninge kyrka. Stället har ägts av en rad kända personer, bland dem Carl Carlsson Gyllenhielm, Olof Celsius den yngre, Peter Jonas Bergius, Karl Fredric Bremer och Lars Johan Hierta. År 1967 blev Haninge kommun dess ägare, gården har sedan sålts vidare. Nuvarande huvudbyggnad uppfördes på 1600-talets mitt och innehåller idag privatbostäder.

## Historik

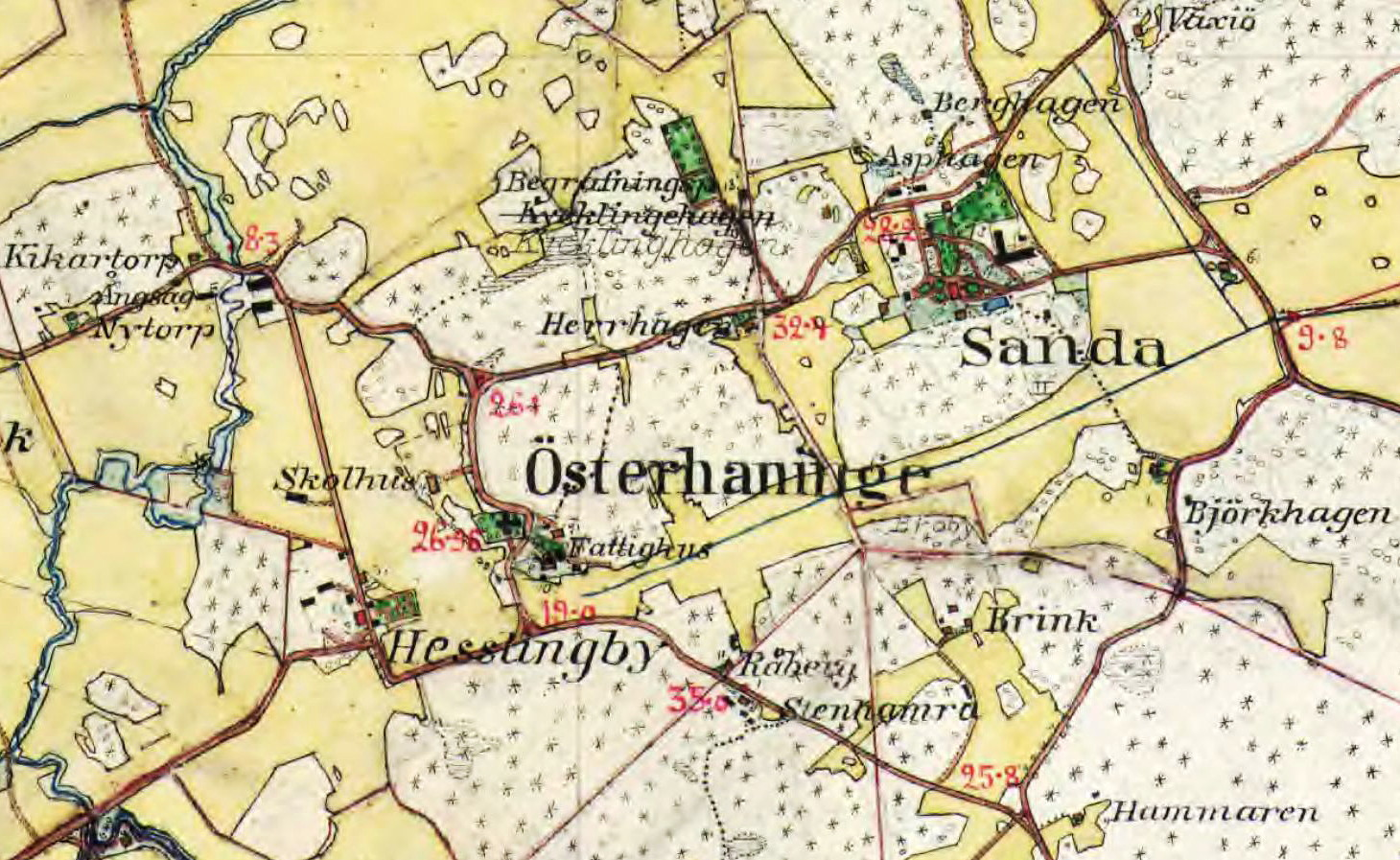
Hesslingby gård och Österhaninge kyrka på Häradsekonomiska kartan från 1901.

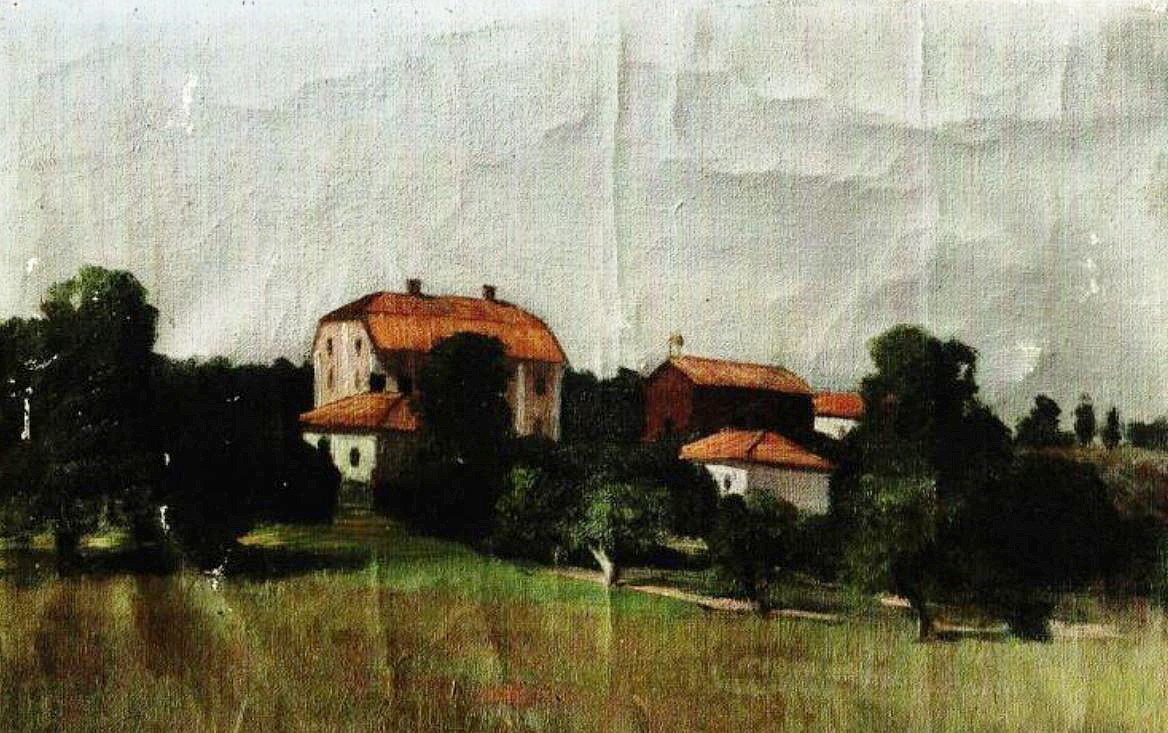
Hesslingby från öster, oljemålning av Hjalmar Nyholm 1899.

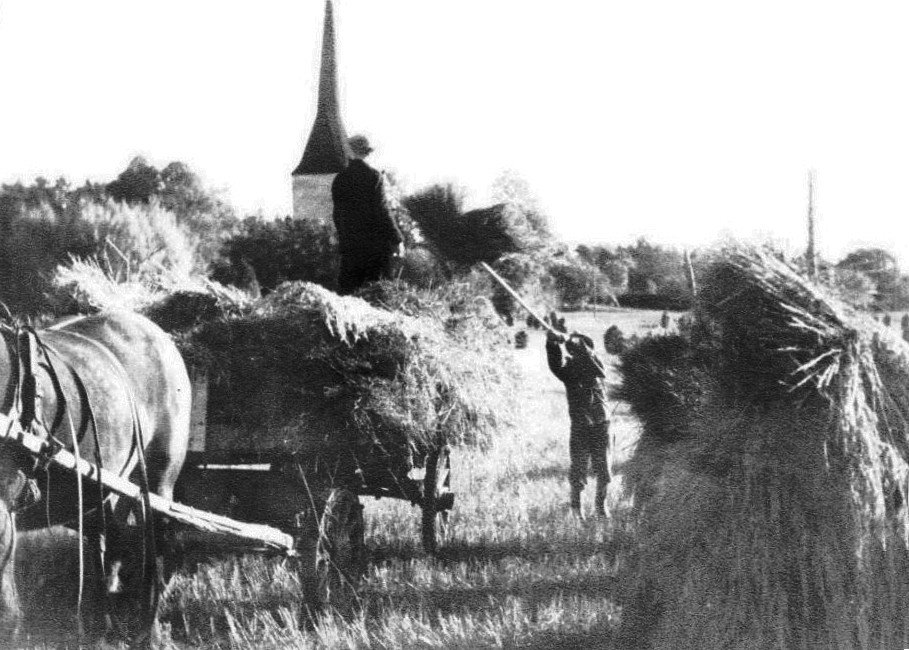
Skördetider på Hesslingby, åkern mellan Österhaninge kyrka och gården, 1943.

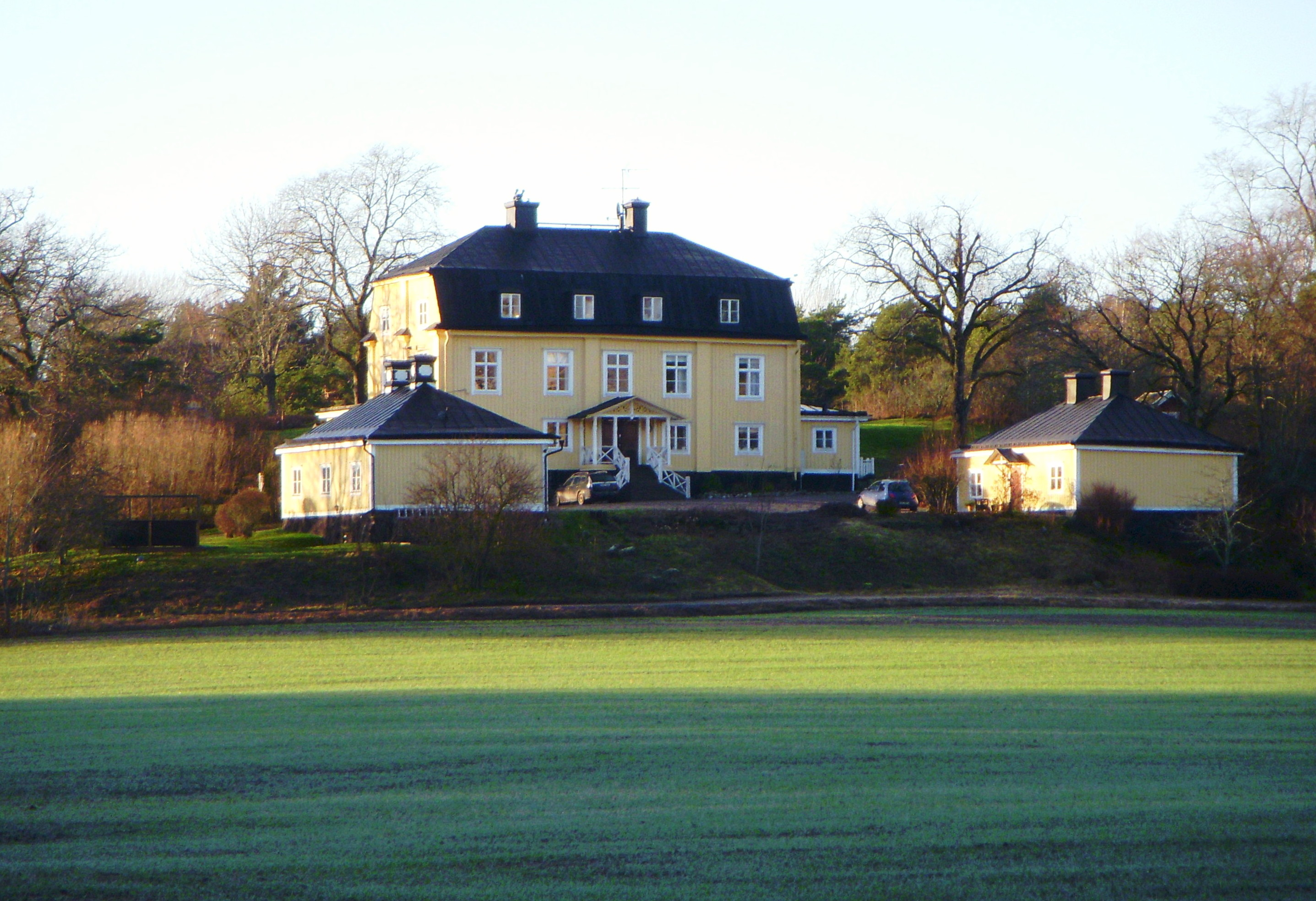
Hässlingby gård med flygelbyggnader från öster, november 2017.

### Forntid
Under yngre järnåldern hade området, av antalet samtida gravfält att döma, utvecklats till en tättbefolkad bygd. Gårdarna och byarna Hesslingeby, Åbrunna och det numera försvunna Lundby bör ha tillkommit under denna tid. Efterleden ”-by” tyder på vikingatida ursprung. Väster om gårdens huvudbyggnad ligger ett stort bygravfält om 270x190 meter med omkring 150 fornlämningar (RAÄ -nummer Österhaninge 407:1), som domineras av några mäktiga högar som möjligen byggts under folkvandringstiden. Söder om gården återfinns ytterligare ett stort gravfält med cirka 80 fornlämningar (RAÄ-nummer Österhaninge 454:1).  

### Namnet
Namnet är belagt redan 1539 men är förmodligen äldre. En tolkning av namnet är ”byn som ligger i hasseldungen”. Enligt legenden ägdes Hesslingby på 1100- eller 1200-talen av systrarna Gertrud och Birgitta. Gertrud byggde Österhaninge kyrka och Birgitta Västerhaninge kyrka.

### Gården på 1600- och 1700-talen
Corps de logi uppfördes på 1600-talet på en svag kulle cirka 250 meter väster om Österhaninge kyrka. Huset är en tvåvånings träbyggnad under ett brutet och valmat sadeltak. Manbyggnadens övervåning är troligen tillbyggd på 1700-talet. Mot öster flankeras byggnaden av två fristående envåningsflyglar.
Gården förvärvades 1645 från kronan av riksamiralen Carl Carlsson Gyllenhielm. Han sålde 1686 till proviantmästaren Hans Mårtensson Hessling  som adlades 1674 med namnet Kanterberg. 1715 köpte fru Anna Maria Palmfeldt ”säteriet Hesslinge med mellangården i Lundby och skatterättigheten till hemmanet Alfvestad i Vesterhaninge”. 
År 1753 gick Hesslingby till ryttmästaren Carl Gustaf Stiernheim och efter några ägarbyten såldes 1771 egendomen med underlydande gårdar till professor i historia Olof Celsius den yngre (kusin till Anders Celsius), som också ägde Skogs-Ekeby i Västerhaninge socken. 1787 hamnade gården under Peter Jonas Bergius, läkare och framstående botanist, som har givit Bergianska trädgården dess namn. Enligt Hässlingbys trädgårdsjournal lät han plantera 100 ekar, 1 555 oxlar och 200 fruktträd på gården. Efter några snabba ägarbyten hamnade Hässlingby 1799 hos majoren Carl Christopher Freidenfeldt.

### Gården efter 1800-talet
År 1805 ägdes Hesslingby med underlydande gårdar av brukspatron Karl Fredric Bremer, far till Fredrika Bremer. Han ägde samtidigt det närbelägna godset Årsta slott där han och familjen bodde. Hässlingby drevs istället av arrendatorer och gårdens huvudbyggnad hyrdes ut. Norr om huvudbyggnaden startade Bremer 1832 en skola, tio år före folkskolestadgan. Hans dotter Fredrika Bremer drev åren 1832-1847 på Hässlingby socknens första egentliga skola enligt den så kallade växelundervisningsmetoden.
År 1853 sålde änkan Birgitta Charlotta Bremer Hesslingby och Årsta till tidningsmannen Lars Johan Hierta och tobaksfabrikören Wilhelm Hellgren. 1855-1856 sålde de i sin tur Hesslingby till Hr P D Corins arfvinge, omyndiga dottern Edla Charlotta Corin, f 1849, kyrko- och mantalsskriven i Stockholm. Först 1866 flyttade den då 17-årige mamsellen Edla Charlotta in på Hesslingby. Under tiden sköttes gården av en inspektor. 
På 1870-talet utgjordes egendomen av 1 mantal frälsesäteri. Då var ägaren Edla Charlotta Cori. Till gården hörde bränneri och en vattenkvarn (mjölkvarn) som nyttjade vattenkraften i Husbyån. Kvarnen syns på Häradsekonomiska kartan från sekelskiftet 1900. Kvarnen fungerade långt in på 1900-talet. Det stora vattenhjulet (sex meter i diameter) revs 1920. 
År 1876 ägdes gården med underlydande torp i 27 år av kyrkvärden Pehr Pettersson (död 1910). Efter honom brukades Hässlingby till 1916 av Olof Persson med familj. På 1910-talet bestod gårdens närmaste bebyggelse av mangårdsbyggnad med flyglar, visthusbod, spannmålsmagasin, herrgårdsstallet, lider, arbetarbostad, ett mindre bostadshus samt svin- och hönshus och en smedja. Lite längre bort låg kvarnen, sågen och bränneriet.
Efter Olof Persson följde några korta ägarförhållanden med bland andra agronomen Johan Emil Neumüller (son till ölbryggaren Otto Emil Neumüller) och  1921 Anders Andersson samt  godsägaren Ernst Valdemar Pettersson från Katrineholm. Under denna period missköttes jordbruket och byggnaderna förföll. 
År 1927 köptes egendomen av Axel Israelsson som samtidigt blev den siste privata ägaren till Hässlingby. Familjen bestod av hustrun Matilda Vilhelmina och sex barn; fyra söner och två döttrar. Israelsson återställde och moderniserade bebyggelsen och jordbruket. Han lät bygga en ny ladugård och ett nytt häststall. Ladugården vid Kalvsviksvägen hyrdes ut till en mjölkaffärskedja i Stockholm. På gården fanns även svinuppfödning i stor skala. 1966 såldes Hässlingby av familjen Israelsson till Haninge kommun. Bebyggelsen är idag i privat ägo medan marken ägs av kommunen och sköts av en arrendator. På gården bedrivs även hästverksamhet. Den gamla mangårdsbyggnaden innehåller två bostadsrättslägenheter samt en i vardera flygel.